# Ballon d'or 1979
Navigation
Édition précédente Édition suivante
Le Ballon d'or 1979 récompensant le meilleur footballeur européen évoluant en Europe a été attribué à l'anglais Kevin Keegan, il devance Karl-Heinz Rummenigge et Ruud Krol sur le podium.
C'est sa seconde victoire consécutive du prix décerné par le journal France Football depuis 1956, qui récompense le meilleur joueur de football sur année civile.

## Vote
Vingt-six journalistes ont pris part au vote (Allemagne de l'Ouest, Allemagne de l'Est, Angleterre, Autriche, Belgique, Bulgarie, Danemark, Espagne, France, Finlande, Grèce, Hongrie, Irlande, Italie, Luxembourg, Norvège, Pays-Bas, Pologne, Portugal, Roumanie, Suède, Suisse, Tchécoslovaquie, Turquie, Union soviétique et Yougoslavie).
D'après France Football, jamais encore l'élection d'un Ballon d'or n'avait provoqué une telle unanimité. Kevin Keegan avait été, fait exceptionnel, nommé par les vingt-six jurés ; et, sur ces vingt-six désignations, dix-huit l'avaient été pour la première place, six pour la deuxième, deux pour la quatrième. C'est ainsi qu'il avait obtenu 118 points sur un total maximal de 130, soit une moyenne de 4,53 points par juré.

## Classement complet
| Rang | Nom                   | Club                                    | Nationalité          | Points |
| ---- | --------------------- | --------------------------------------- | -------------------- | ------ |
| 1    | Kevin Keegan          | Hambourg SV                             | Angleterre           | 118    |
| 2    | Karl-Heinz Rummenigge | Bayern Munich                           | Allemagne            | 52     |
| 3    | Ruud Krol             | Ajax Amsterdam                          | Pays-Bas             | 41     |
| 4    | Manfred Kaltz         | Hambourg SV                             | Allemagne            | 27     |
| 5    | Michel Platini        | AS Nancy-Lorraine / AS Saint-Étienne    | France               | 23     |
| 6    | Paolo Rossi           | Pérouse Calcio                          | Italie               | 16     |
| 7    | Liam Brady            | Arsenal FC                              | Irlande              | 13     |
|      | Trevor Francis        | Nottingham Forest                       | Angleterre           | 13     |
| 9    | Zbigniew Boniek       | Widzew Lodz                             | Pologne              | 8      |
|      | Zdeněk Nehoda         | Dukla Prague                            | Tchécoslovaquie      | 8      |
| 11   | Kenny Dalglish        | Liverpool FC                            | Écosse               | 7      |
|      | Allan Simonsen        | Borussia_Mönchengladbach / FC Barcelone | Danemark             | 7      |
| 13   | Paul Breitner         | Bayern Munich                           | Allemagne            | 6      |
|      | Kees Kist             | AZ Alkmaar                              | Pays-Bas             | 6      |
| 15   | Safet Sušić           | Sarajevo                                | Yougoslavie          | 5      |
|      | Johann Krankl         | FC Barcelone                            | Autriche             | 5      |
|      | Tony Woodcock         | Nottingham Forest / FC Cologne          | Angleterre           | 5      |
|      | Johnny Rep            | SC Bastia / AS Saint-Étienne            | Pays-Bas             | 5      |
| 19   | Uli Stielike          | Real Madrid                             | Allemagne            | 4      |
| 20   | Marius Trésor         | Marseille                               | France               | 3      |
| 21   | Simon Tahamata        | Ajax Amsterdam                          | Pays-Bas             | 2      |
|      | Bruno Pezzey          | Eintracht Francfort                     | Autriche             | 2      |
|      | João Alves            | Benfica / Paris SG                      | Portugal             | 2      |
|      | Gordon McQueen        | Manchester United                       | Écosse               | 2      |
|      | Franco Causio         | Juventus                                | Italie               | 2      |
|      | René van de Kerkhof   | PSV Eindhoven                           | Pays-Bas             | 2      |
| 27   | Juan Manuel Asensi    | FC Barcelone                            | Espagne              | 1      |
|      | Trevor Brooking       | West Ham                                | Angleterre           | 1      |
|      | Ronnie Hellström      | Kaiserlautern                           | Suède                | 1      |
|      | Hansi Müller          | VfB Stuttgart                           | Allemagne de l'Ouest | 1      |
|      | Antonín Panenka       | Bohemian RFC                            | Tchécoslovaquie      | 1      |
|      | Walter Schachner      | Austria Vienne                          | Autriche             | 1      |